# جائزة غولدن غلوب لأفضل ممثل مساعد – مسلسل، أو مسلسل قصير أو فلم تلفزيوني
جائزة غولدن غلوب لأفضل ممثل مساعد - مسلسل، أو مسلسل قصير أو فيلم تلفزيوني هي واحدة من الجوائز السنوية تمنح من قبل رابطة هوليوود للصحافة الأجنبية.